# Borovichi

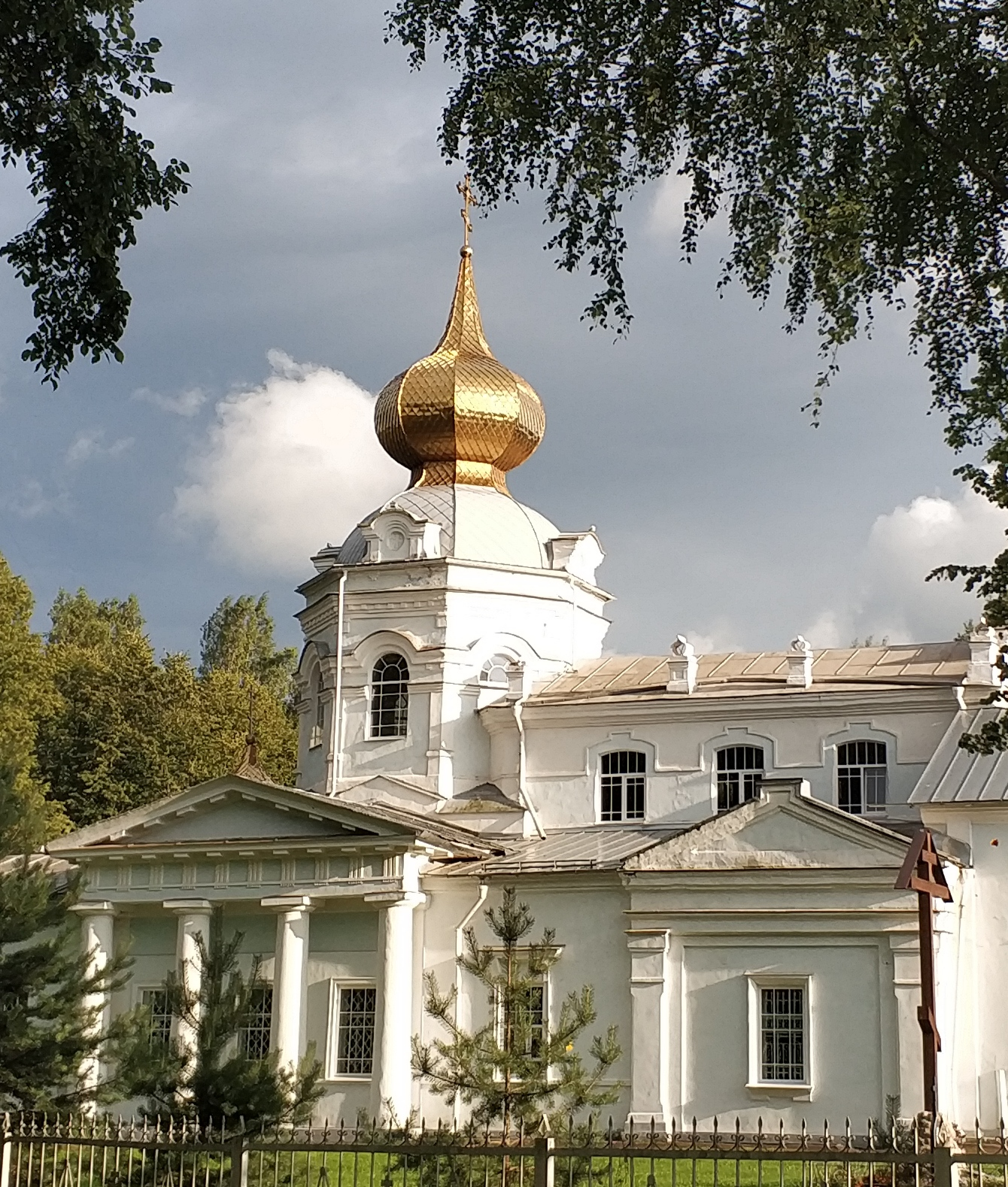
Một di sản văn hóa ở Borovichi.

Borovichi (tiếng Nga: Боровичи) là một thành phố Nga. Thành phố này thuộc chủ thể tỉnh Novgorod. Thành phố có dân số 57.755 người (theo điều tra dân số năm 2002). Đây là thành phố lớn thứ 287 của Nga theo dân số năm 2002. Dân số qua các thời kỳ: